# Zapora Montsalvens

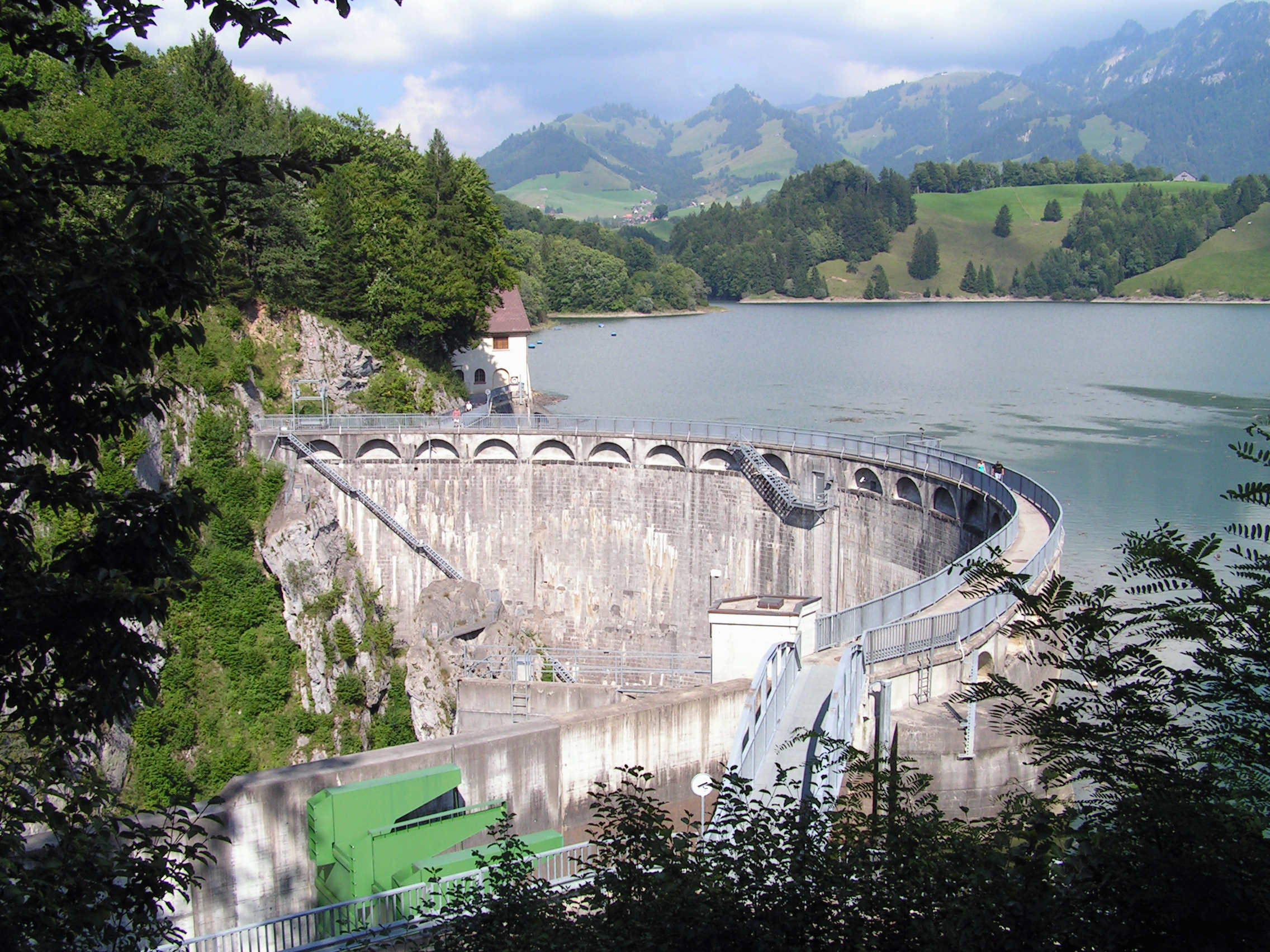
Zapora Montsalvens

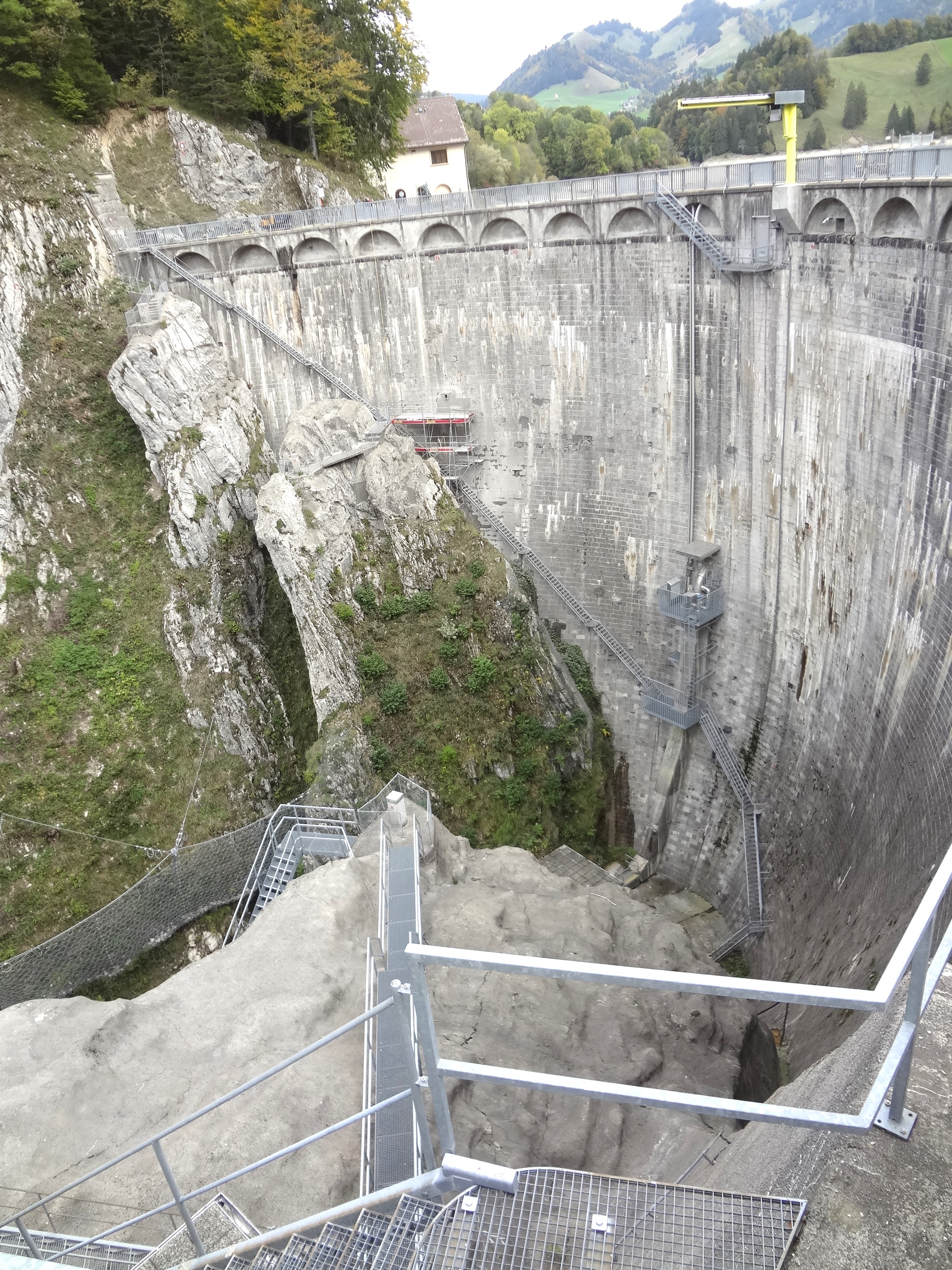

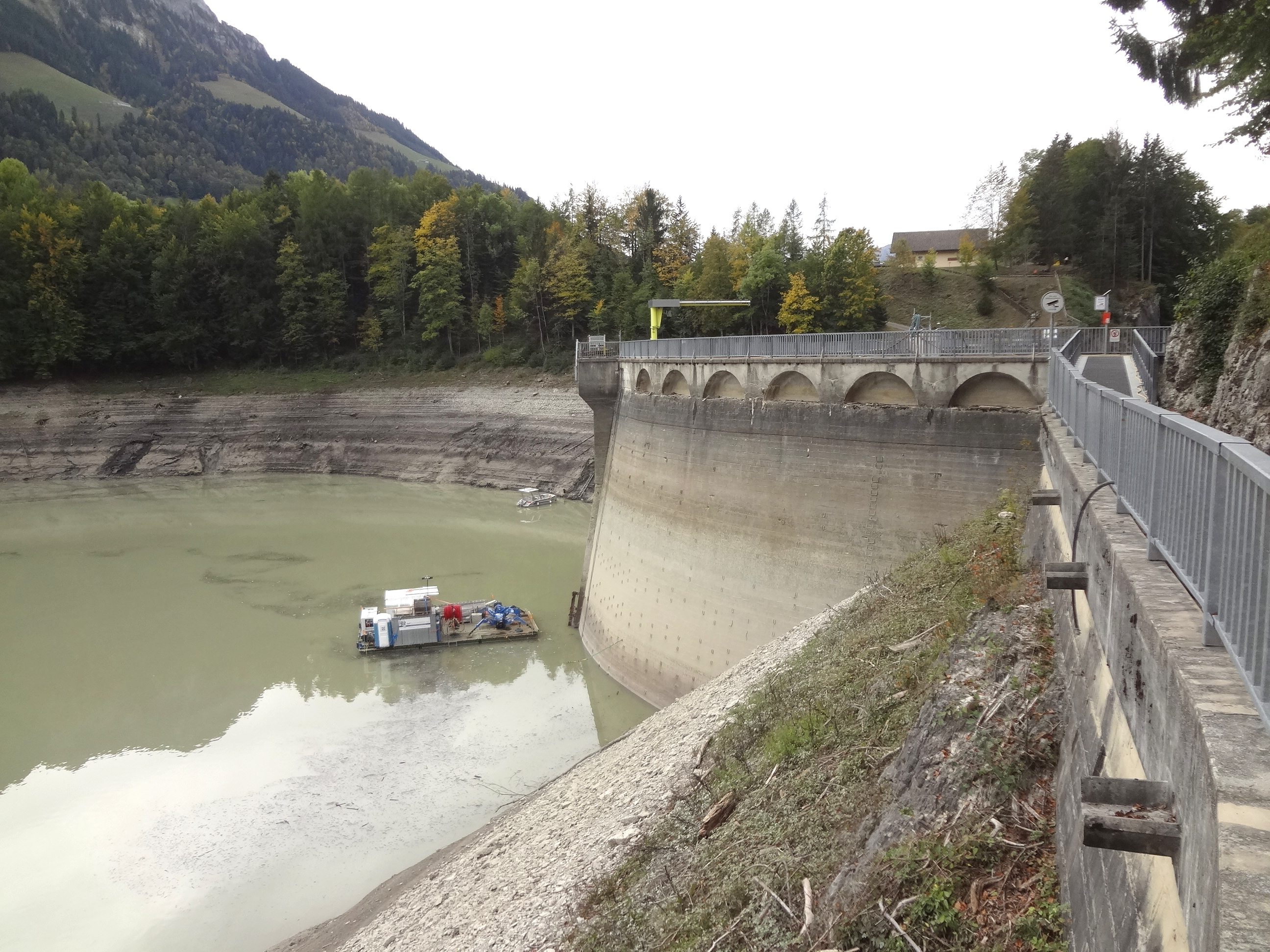
Zapora Montsalvens od strony górnej wody (2019 r.)

Zapora Montsalvens – zapora wodna w Szwajcarii. Przegradza rzekę Jogne w Alpach Fryburskich, tworząc zbiornik Montsalvens. Pierwsza w Europie betonowa zapora wodna o podwójnej krzywiźnie. Zbudowana została w celu produkcji energii elektrycznej.

## Położenie
Zapora znajduje się w gminie Broc w kantonie Fryburg. Usytuowana jest przy górnym skraju wąwozu Jogne (fr. Gorges de la Jogne), którym rzeka ta opada z płaskowyżu Charmey do doliny Sarine.

## Historia budowy
Budowę zapory zaproponowali i zaplanowali profesor Jean Landry z Lozanny oraz inżynier J.E. Gruner z Bazylei. Inwestorem budowy zapory były Entreprises Électriques Fribourgeoises (EEF) z Fryburga, powstałe 17 listopada 1915 r. Po zakończeniu I wojny światowej Spółka Caillers, właściciel fabryki czekolady w Broc, zrzekła się na korzyść EEF posiadanych praw do wykorzystywania energi wód Jogne w zamian za określony roczny przydział energii elektrycznej. Alfred Stucky, później wybitny szwajcarski konstruktor zapór wodnych, udoskonalił metody obliczania zapór łukowych właśnie podczas projektowania tego obiektu. Realizacja projektu, zatwierdzonego przez Wielką Radę kantonu fryburskiego na posiedzeniu w dniach 17-18 maja 1918 r., rozpoczęła się położeniem kamienia węgielnego 29 września 1919 r. i została ukończona już w grudniu 1920 r. 21 stycznia rozpoczęto napełnianie zbiornika, a już 25 czerwca tegoż roku uruchomiono pierwszy zespół turbogeneratorowy. Planowany koszt, obliczony na 11 milionów ówczesnych franków, docelowo wyniósł ponad 21 milionów, co spowodowało poważne problemy z płynnością finansową EEF.

## Parametry techniczne
Podstawę muru zapory stanowią wapienie górnej jury (malmu). Wysokość zapory ponad koryto rzeki wynosi 52 m, długość korony – 110 m, a objetość muru zapory - 26 000 m3. Korona zapory znajduje się na wysokości 802,3 m n.p.m. (maksymalny poziom wody w zbiorniku wynosi 800,8 m n.p.m.). Zapora posiada upust denny o maksymalnym przepływie 58 m3/s oraz upusty przelewowe o przepływie 430 m3/s. Pierwotnie zapora była nieco niższa – do obecnych wymiarów przebudowano ja w roku 1926 w celu zwiększenia produkcji energii elektrycznej. W latach 1997–1998 przy okazji remontu zapory dokonano wzmocnienia lewego przyczółka obiektu oraz rozbudowano upusty przelewowe podnosząc ich przepustowość z 274 m3/s do obecnych 430 m3/s.
Elektrownia wodna położona jest w Broc poniżej zapory. Woda doprowadzana jest do niej podziemnym rurociągiem o spadku 122 m. Obecnie zakład ten posiada pięć turbin o łącznej mocy 30 MW. W 2006 r. elektrownia ta wyprodukowała 74 253 MWh energii elektrycznej, co stanowi około 11% produkcji kantonu Fryburg i 0,2% produkcji energii wodnej w całej Szwajcarii. Pierwotnie produkcja elektrowni wynosiła ponad 50% produkcji energii elektrycznej całego dorzecza Sarine. Obecnie elektrownia ta daje 11% produkcji elektrycznej dorzecza Sarine, co zaspokaja potrzeby ok. 20 tys. gospodarstw domowych.